# Симеон Скопски
Симеон или Симон (на сръбски: Симеон; на руски: Симон, Симеон Серб) е православен духовник, скопски митрополит на Печката патриаршия в първата половина на XVII век, след това от 1646 до 1649 година казански и свияжки митрополит на Руската православна църква.

## Биография
Първото споменаване на митрополит Симеон Скопски е от 3 ноември 1623 година, когато нарежда в Кучевищкия манастир да се напише миней за септември за манастирската църква „Свети Архангели Михаил и Гавриил“. След това в 1624 нарежда да се обнови евангелието на същия храм. По негово време в 1630 година е изписана църквата „Свети Никола“ на река Треска.
В 1641 година митополит Симеон напуска епархията си и заминава за Русия със средства на град Скопие и манастира „Свети Йоан Предтеча“ и на 7 юни 1641 година пристига в Москва. Изявява желание да остане постоянно в страната поради турските преследвания. На 3 юли предава на цар Михаил Романов молба да дари царска златопечатна грамота на сръбската съборна църква, печкия манастир „Възнесение Госпоне“ и на патриарх Паисий Печки. Молбата е уважена и на 1 август руският цар дарява грамота на Паисий Печки да дойде в Москва за милостиня.
По малко от месец след смъртта на митрополит Матей Казански с указ на патриарх Йосиф Московски от 7 февруари 1646 година Симеон е назначен за казански и свияжки митрополит. През втората половина на 1648 – началото на 1649 година митрополит Симеон е в Москва, където участва в Земския събор, приел Съборното уложение. Номиниран е за йерусалимски патриарх.
Умира на 26 септември 1649 година. Погребан е в катедралната църква „Свето Благовещение“ в Казан до северната страна.